# Doctor's Advocate
Doctor's Advocate je drugi studijski album američkog repera The Game-a. Izdan je 14. studenog 2006. U prvom tjednu je prodano 360. 000 primjeraka i postao je broj 1 na ljestvicama Billboard 200. U čitavom svijetu je sveukupno prodano preko 3 milijuna primjeraka.
To je njegov prvi album napravljen bez pomoći Dr. Drea i 50 Centa. Na njemu gostuju mnogi poznati reperi kao: Snoop Dogg, Busta Rhymes, Nas, Nate Dogg, Xzibit i will.i.am.

## Pjesme
| #  | Naziv                   | Producent(i)      | Gostuje                       | Vrijeme |
| -- | ----------------------- | ----------------- | ----------------------------- | ------- |
| 1  | "Lookin' At You         | Urban "E.P." Pope | Tracey Nelson & Mac Minister  | 3:37    |
| 2  | "Da Shit"               | DJ Khalil         | Tracey Nelson                 | 5:23    |
| 3  | "It's Okay (One Blood)" | Reefa, D-Roc      | Junior Reid                   | 4:17    |
| 4  | "Compton"               | will.i.am         | will.i.am                     | 4:41    |
| 5  | "Remedy"                | Just Blaze        |                               | 2:57    |
| 6  | "Let's Ride"            | Scott Storch      |                               | 3:57    |
| 7  | "Too Much"              | Scott Storch      | Nate Dogg                     | 4:11    |
| 8  | "Wouldn't Get Far"      | Kanye West        | Kanye West                    | 4:11    |
| 9  | "Scream on 'Em"         | Swizz Beatz       | Swizz Beatz                   | 4:20    |
| 10 | "One Night"             | Nottz             | Andrea Martin                 | 4:27    |
| 11 | "Doctor's Advocate"     | J. R. Rotem       | Busta Rhymes & Chauncey Black | 5:03    |
| 12 | "Ol' English"           | Hi-Tek            | Dion                          | 4:44    |
| 13 | "California Vacation"   | J. R. Rotem       | Snoop Dogg & Xzibit           | 4:29    |
| 14 | "Bang"                  | Jelly Roll        | Tha Dogg Pound                | 3:37    |
| 15 | "Around the World"      | Mr. Porter        | Jamie Foxx                    | 4:02    |
| 16 | "Why You Hate The Game" | Just Blaze        | Nas & Marsha Ambrosius        | 9:22    |